# Can Reverter
Can Reverter és una obra del municipi de Sant Vicenç dels Horts (Baix Llobregat) inclosa en l'Inventari del Patrimoni Arquitectònic de Catalunya.

## Descripció
Es tracta d'un edifici aïllat, envoltat de jardí, de planta quadrada. Té planta baixa, pis i golfes. Té coberta a quatre vessants de teula àrab i al centre s'alça una torre mirador amb el mateix tipus de coberta. La porta d'accés és d'arc carpanell adovellat. Les obertures són de llinda, d'aplacat amb relleu de filigrana. L'obertura cantonera té dintell sostingut per columna amb capitell dòric; fa d'accés a una petita terrassa que cobreix el cos lateral afegit. A l'altura del pis hi ha una galeria correguda coronada per petits merlets. Un seguit d'imbricacions i el ràfec coronen l'edifici.

## Història
Can Reverter es va construir al primer quart del segle XX com a casa Pairal de la família. La casa ha sofert importants reformes interiors; ha estat repartit el seu espai interior en diferents habitatges.